# Bernard Woltmann
Bernard Kazimierz Woltmann (ur. 9 listopada 1932 w Szamocinie, zm. 2 października 2013 w Poznaniu) – polski działacz sportowy, trener lekkoatletyki, historyk kultury fizycznej, profesor zwyczajny doktor habilitowany, autor licznych publikacji naukowych.

## Życiorys
Absolwent Wyższej Szkoły Wychowania Fizycznego w Poznaniu. Karierę zaczynał jako nauczyciel Liceum Pedagogicznego w Szczecinku, gdzie był założycielem klubu sportowego MKS Orlę Szczecinek. Jako trener szkolił między innymi oszczepników Michała Bartę i Kazimierza Margola. 
Od 1971 r., związany był z Zamiejscowym Wydziałem Kultury Fizycznej w Gorzowie Wielkopolskim Akademii Wychowania Fizycznego im. Eugeniusza Piaseckiego w Poznaniu. W latach 1971–1984 był jego prodziekanem, w latach 1984–1987 dziekanem, a następnie prorektorem poznańskiego AWF do spraw filii. 
Był honorowym członkiem Europejskiego Komitetu Historii Sportu oraz członkiem prezydium Międzynarodowego Stowarzyszenia Historii Wychowania Fizycznego. Publikacje autorstwa prof. Bernarda Woltmanna ukazały się w 15 krajach świata, w tym między innymi: Francji, Grecji, Hiszpanii czy Japonii.